# Lillkyrka-Ödeby församling
Lillkyrka-Ödeby  församling var en församling i Strängnäs stift och i Örebro kommun i Örebro län (Närke). Församlingen uppgick 2002 i Glanshammars församling.

## Administrativ historik
Församlingen bildades 1981 genom en sammanslagning av Lillkyrka församling och Ödeby församlingar och ingick därefter till 2002 i pastoratet Glanshammar, Rinkaby och Lillkyrka-Ödeby. Församlingen uppgick 2002 i Glanshammars församling.

## Kyrkor
- Lillkyrka kyrka
- Ödeby kyrka